# Jugansbo
Jugansbo este o arie protejată (arie specială de conservare — SAC, sit de importanță comunitară — SCI) din Suedia întinsă pe o suprafață de 15,7 ha, integral pe uscat.

## Localizare
Centrul sitului Jugansbo este situat la coordonatele 60°17′55″N 17°04′51″E / 60.2987°N 17.0809°E.

## Înființare
Situl Jugansbo a fost declarat sit de importanță comunitară în aprilie 2003 pentru a proteja 1 specie de animale. Situl a fost protejat și ca arie specială de conservare în martie 2011.

## Biodiversitate
Situată în ecoregiunea boreală, aria protejată nu include niciun habitat protejat.
La baza desemnării sitului se află o specie protejată de  nevertebrate: fluturele auriu (Euphydryas aurinia).